# Ансамбль ударних інструментів у приміщенні
Ансамбль ударних інструментів  або ударне відділення у приміщенні складається з двох секцій оркестру або корпусу ударних інструментів – маршової ударної групи (або батареї) та передового ансамблю («оркестрової ями» або фронту). Єдина відмінність полягає у розподілі груп для виступів (наприклад, на Відкритому концерті учнівських ударних ансамблів), у яких маршова лінія відсутня, а весь ансамбль складається виключно з «оркестрової ями». Ансамбль ударних інструментів у приміщенні поєднує елементи музичного виступу, маршу та театру; тому цей вид діяльності досить часто називають театром перкусії. І хоча більшість ансамблів ударних інструментів у приміщенні проводять свою діяльність на базі старших шкіл, існує також багато незалежних груп, які залучають учасників з більш широкого кола. Незалежні групи зазвичай починають репетиції у жовтні, в той час як шкільні ансамблі – після закінчення осіннього сезону змагань маршових колективів. Через це даний вид діяльності часто називають зимовою перкусією або «вінтерлайном».

## Історія
Ансамбль ударних інструментів (ударне відділення) започаткували у 1969 році у старшій школі Дасел-Кокейто у місті Кокейто, штат Міннесота, Сполучені Штати, керівником шкільного оркестру Стівом Джонсоном. Їхнє шоу «На світанку війни» привернуло увагу багатьох музикантів, а особливо експертів з ударних інструментів, як в межах країни, так і за кордоном. Спортивні мистецтва потребували нового цікавого виду спорту, який би зміг кинути виклик та схвилювати своєю появою досвідчених музикантів, тож ентузіасти почали створювати власні стилі по всьому світу. З того часу маршові ансамблі ударних інструментів розвинулися та перемістили свою сцену в актові та спортивні зали, оскільки вони шукали способів продовжувати удосконалювати свої вміння в зимовий час, коли виступи на футбольних полях були неможливими. Наслідуючи приклад ансамблю прапороносців, ансамблі ударних інструментів у приміщенні підлаштовують свою музику та рухи під умови виступу  на менших майданчиках. Цей вид діяльності має популярність на всій території Сполучених Штатів та Японії, оскільки організація Winter Guard International (WGI) організовує змагання на регіональному та національному рівні. Ансамблі ударних інструментів вперше з’явилися на шоу WGI у 1993 році, а драматична складова, структура, та музичний репертуар удосконалювався впродовж усієї історії цього виду творчості. Існують також організації, не пов’язані з WGI, які проводять менші за масштабом регіональні змагання. 
Конкуруючі команди виступають впродовж конкретного проміжку часу та оцінюються за критеріями, які змінюються кожного сезону, оскільки техніка виконання та креативний аспект удосконалюються.  Ці ансамблі складають одне одному жорстку конкуренцію, проте зазвичай музичний спорт вважають способом об’єднатися в одну спільноту, вивчити нові трюки та насолодитися результатами кропіткої роботи колег з усього регіону або країни.   
Змагання почали проводитися на міжнародному рівні, коли організація Color Guard Netherlands (CGN) вперше представила ансамбль ударних інструментів у приміщенні європейській спільноті. У 2008 CGN провела перше регіональне змагання ударних інструментів WGI за межами Північної Америки.  

## Музика
Музика створюється на основі авторських творів, проте можливе також виконання перероблених саундтреків до фільмів, поп-музика, класична музика і т.д.  Оркестровкою вважають будь-які інструменти, які підпадають під категорію ударних для усіх видів музичних груп, включаючи: малий барабан, теноровий барабан, бас-барабан, тарілки, ксилофони, маримби, вібрафони, бубни, оркестрові дзвони, литаври, ударні установки та інші подібні інструменти. Використовувати електронні  інструменти, такі як гітари, бас-гітари, терменвокси та синтезатори також дозволено.  Попередньо записана музика, а також спів «а капела» у супроводі фронту, може інколи грати на фоні на повторі. Іноді додають промову  у мікрофон або її запис на семплері. Інколи використовуються нетрадиційні інструменти, такі як баки для сміття, бочки, труби, мітли і подібні речі, які утворюють ударні звуки.  

## Марширування
Помітна відмінність ансамблю ударних інструментів у приміщенні – це марширування за типом «носок вниз» (подушечка стопи є опорою) замість застосування прийому «крок з перекатуванням». На відміну від стилю, який притаманний корпусам, марширування з ударними інструментами у приміщенні більш легке. Оскільки виступ проходить у спортивній залі, виконавці знаходяться ближче до глядачів і тому повинні підступати повільніше, щоб донести потрібну енергію та тим самим забезпечити більш особистісний контакт між виконавцем та глядачем. У кожного ансамблю є свій власний брезент із особливим малюнком на ньому, який називають «підлогою». Більшість ансамблів наносять на нього решітки або крапки, щоб позначити позиції. Учасники також мають звертати увагу на своїх колег по ансамблю, тобто використовувати їх як орієнтири та дотримуватися строю, використовуючи периферійний зір. Ансамблі в приміщенні можуть навіть додавати танцювальні рухи до своєї програми для досягнення більш вражаючого ефекту на публіку.  

## Концертні ансамблі
Концертні ансамблі виступають лише з оркестровими інструментами та без елементів марширування. Ударна установка часто включена до «оркестрової ями», аби компенсувати нестачу ударних інструментів. Останні декілька років точилися запеклі дискусії стосовно того, чи мають такі ансамблі продовжувати свою діяльність в системі WGI. У Нідерландах можуть змагатися не тільки концертні ансамблі, а ще й немобільні ударні відділення, які мають свою власну Лігу.  

## Структура
Залежно від фінансування та креативних здібностей керівників дизайн-групи, можна вигадати стрій, який би залучав публіку до виступу. Кольорове підлогове покриття та тло використовуються з метою створення цілісної історії, а музиканти виступають серед реквізитів. Більшість першокласних ансамблів мають великі брезенти з нейлону та вінілу, які покривають усю підлогу спортивної зали.  
Декорації потрібно виготовляти відповідно до розміру запланованого для виступу приміщення. Якщо виступ проходитиме у спортивній залі, то розміри реквізитів повинні бути адекватними. Якщо виступ проходитиме на більшій арені – наприклад, на стадіоні – отримати доступ до дверей та проходів легше.  
Існують суворі правила стосовно місця розміщення реквізитів та часу, який виділяють на їх встановлення. Порушення цих правил призводить до відрахування балів.  

## Уніформа
Спочатку учасники ансамблю ударних інструментів одягали традиційну уніформу оркестрів.  По мірі того, як шоу та концепції виступів удосконалювалися, уніформу замінили на театральні костюми. Уніформою могли бути як проста комбінація білої футболки з джинсами для нового погляду на мюзикл «Вестсайдська історія», так і детально продумані комбінезони з ланцюжками та пір’ям для виступу у стилі Cirque Du Soleil, хоча великий відсоток ансамблів все ж віддають перевагу сучасним уніформам.  

## Вплив на корпуси ударних інструментів
Деякі корпуси ударних інструментів - найбільш відомим з їх числа вважають «Кадетів» - намагалися зробити свої виступи на відкритій території більш особистісними та театральними, як виступи ансамблів ударних інструментів. «Кадети» перенесли ідеї, які доти застосовувалися лише в приміщеннях, на спортивне поле, наприклад  особливий прийом тенору з «Богів квартету», вигаданий старшою школою Пондероса у штаті Колорадо, а також прийом барабанного залпу, який був вперше продемонстрований старшою школою Мішн-В’єхо з міста Мішн-В’єхо, штат Каліфорнія.   

## Зимові марширувальні ансамблі
Нещодавно вигаданий підвид ансамблю ударних інструментів у приміщенні - це нова комбінація «вінтергарду» з елементами традиційного ансамблю ударних інструментів, який інколи називають зимовим марширувальним ансамблем. Найбільш відомий з них – Ансамбль Аймачі з Японії.  